# 게르트 베시크
게르트 베시크(독일어: Gerd Wessig, 1959년 7월 16일 ~ )는 전 동독의 높이뛰기 선수로 1980년 모스크바 올림픽 금메달리스트였다.
메클렌부르크포어포메른주 뤼프츠 출신으로 전문적 요리사였던 베시크는 베른트 얀의 훈련 아래 SC 트락토르 슈베린에서 훈련을 받았다.
모스크바 올림픽이 열리기 조금 전에 2.30m의 최고 기록과 함께 동독 국내 선수권을 우승하여 올림픽 팀의 후보로 올랐다. 올림픽에서는 2.36m의 세계 신기록을 세워 우승하였다. 그는 높이뛰기 선수로서 처음으로 올림픽에서 세계 기록을 향상시켰다. 전 세계 기록 보유자 폴란드의 야체크 브쇼와는 2위로 왔다.
올림픽이 끝난 후, 10종 경기를 시도하였다. 부상을 당한 후 높이뛰기로 복귀하여 1985년 월드컵에서 2위를 하였다. 1986년 유럽 선수권 대회에서 7위에 도달하고, 1988년과 1989년 다시 국내 우승자가 되었다.
요리사로 훈련받고 미식법을 공부하였다. 자신의 육상 경력이 끝난 이래, 뤼프스토르프-루겐제에서 스포츠 용품과 잡화 등을 파는 기업을 경영하였다.